# Sergio Romano (giocatore di calcio a 5)
Sergio Romano (Roma, 28 settembre 1987) è un giocatore di calcio a 5 italiano, campione europeo con la nazionale italiana nel 2014.

## Carriera
Cresciuto calcisticamente nell'Almas Roma è poi passato a tempo pieno a giocare a calcio a 5, giocando prima con il Torrino S.C. poi, con il Venezia, ed infine con la Canottieri Lazio. Nel dicembre del 2011, Romano è stato acquistato a titolo definitivo dalla Cogianco Genzano. Nella stagione 2013-14 si trasferisce al Pescara. dove si trattiene appena una stagione, prima di approdare all'Asti con cui vince il suo primo scudetto.

## Palmarès

### Competizioni nazionali
- Campionato italiano: 1

Asti: 2015-16
- Coppa Italia: 1

Asti: 2014-15
- Winter Cup: 2

Asti: 2014-15
Acqua&Sapone: 2016-17
- Coppa Italia di Serie A2: 2

Torrino: 2008-09
Cogianco Genzano: 2011-12

### Competizioni internazionali
- Campionato d'Europa: 1

Italia: 2014

### Individuale
- Oscar del calcio dilettantistico “Ali della Vittoria”[3]